# Грант (округ, Оклахома)
Шаблон:StateAbbr_ 36°48′ пн. ш. 97°47′ зх. д. / 36.8° пн. ш. 97.79° зх. д.
Округ Грант (англ. Grant County) — округ (графство) у штаті Оклахома, США. Ідентифікатор округу 40053.

## Історія
Округ утворений 1893 року.

## Демографія
За даними перепису
2000 року
загальне населення округу становило 5144 осіб, усе сільське.
Серед мешканців округу чоловіків було 2498, а жінок — 2646. В окрузі було 2089 домогосподарств, 1455 родин, які мешкали в 2622 будинках.
Середній розмір родини становив 2,95.
Віковий розподіл населення поданий у таблиці:
| Стать    | До 15 років | 15-21 | 22-29 | 30-39 | 40-49 | 50-65 | 65-85 | Понад 85 |
| -------- | ----------- | ----- | ----- | ----- | ----- | ----- | ----- | -------- |
| Чоловіки | 485         | 261   | 177   | 292   | 403   | 410   | 413   | 57       |
| Жінки    | 523         | 237   | 164   | 324   | 349   | 416   | 526   | 107      |

## Суміжні округи
- Самнер, Канзас — північний схід
- Кей — схід
- Нобл — південний схід
- Гарфілд — південь
- Алфалфа — захід
- Гарпер, Канзас — північний захід

## Виноски
1. ↑  U.S. Decennial Census. United States Census Bureau. Архів оригіналу за 26 квітня 2015. Процитовано 21 лютого 2015.
2. ↑  Historical Census Browser. University of Virginia Library. Архів оригіналу за 16 серпня 2012. Процитовано 21 лютого 2015.
3. ↑  Forstall, Richard L., ред. (27 березня 1995). Population of Counties by Decennial Census: 1900 to 1990. United States Census Bureau. Архів оригіналу за 19 лютого 2015. Процитовано 21 лютого 2015.
4. ↑  Census 2000 PHC-T-4. Ranking Tables for Counties: 1990 and 2000 (PDF). United States Census Bureau. 2 квітня 2001. Архів оригіналу (PDF) за 18 грудня 2014. Процитовано 21 лютого 2015.
5. ↑  State & County QuickFacts. United States Census Bureau. Архів оригіналу за 6 червня 2011. Процитовано 9 листопада 2013.(англ.) Наведено за англійською вікіпедією.
6. ↑  American FactFinder. Бюро перепису населення США. Архів оригіналу за 21 травня 2008. Процитовано 31 січня 2008.

| США | Це незавершена стаття з географії США. Ви можете допомогти проєкту, виправивши або дописавши її. |